# Japonsko na Zimních olympijských hrách 1976
Japonsko na Zimních olympijských hrách 1976 v Innsbrucku reprezentovalo 58 sportovců, z toho 50 mužů a 8 ženy. Nejmladším účastníkem byla rychlobruslařka Emi Watanabe (16 let, 168 dní), nejstarším pak závodnice na bobech Susumu Esashika (38 let, 255 dní). Reprezentanti Japonska nevybojovala žádnou medaili.